# Чемпионат мира по полумарафону 2018
Чемпионат мира по полумарафону 2018 года прошёл 24 марта в Валенсии (Испания). Были разыграны 4 комплекта медалей: мужчины и женщины определяли сильнейших в личном и командном зачёте.
Решение провести чемпионат в Валенсии было принято 10 марта 2016 года на Совете ИААФ. В борьбе за это право испанский город опередил польский Сопот и датский Копенгаген.
Трасса длиной 21,0975 км была проложена по улицам Валенсии, рядом с основными городскими достопримечательностями. Старт и финиш располагались на территории Города искусств и наук, архитектурного комплекса, одного из ярких образцов современной архитектуры.
В чемпионате мира приняли участие 279 бегунов (157 мужчин и 122 женщины) из 80 стран мира. Каждая страна могла выставить по 5 участников среди мужчин и женщин. Сильнейшие в командном первенстве определялись по сумме результатов трёх лучших бегунов в каждой сборной.
Вслед за мужчинами был дан старт массовому забегу. На трассу чемпионата мира вышли около 14 000 спортсменов-любителей, предварительно зарегистрировавшихся для участия в соревнованиях. Организаторы допустили к старту в этой группе бегунов с личными рекордами хуже 1:03.00, чтобы избежать смешения участников чемпионата мира и массового забега.

## Расписание
| Дата          | Время | Заход   |
| ------------- | ----- | ------- |
| 24 марта 2018 | 17:05 | Женщины |
| 24 марта 2018 | 17:30 | Мужчины |

Время местное (UTC+1)

## Итоги соревнований
Во время старта женского забега температура воздуха составляла +17 градусов тепла, шёл небольшой дождь. Нецанет Гудета показала 18-й результат в мировой истории, а также установила новый мировой рекорд для забегов с участием только женщин — 1:06.11. В беге по шоссе среди женщин ИААФ фиксирует два типа мировых рекордов: показанные в смешанных забегах с участием мужчин-пейсмейкеров, а также в исключительно женских соревнованиях. Абсолютный рекорд кенийки Джойсилин Джепкосгеи (1:04.51) остался для участниц чемпионата недосягаемым, в том числе для самой Джепкосгеи, которая финишировала на втором месте. В то же время «женское» достижение Лорны Киплагат (1:06.25) Нецанет Гудета улучшила на 14 секунд.
Кениец Джеффри Кипсанг в третий раз подряд выиграл звание чемпиона мира по полумарафону. С учётом командного первенства эта золотая медаль стала для него четвёртой. Только Зерсенай Тадесе из Эритреи имел больше побед на этом турнире — пять индивидуальных, из них четыре подряд (с 2006 по 2009 годы), и одну командную. Кипсанг добыл решающее преимущество по дистанции на отрезке с 15-го по 20-й километры, который он преодолел за 13.01 (такой впечатляющий результат стал возможен благодаря сильному попутному ветру и рельефу трассы). Никто из соперников не смог поддержать его рывок. Абрахам Черобен из Бахрейна стал лучшим из преследователей кенийца, выиграв первую индивидуальную медаль для своей страны в истории чемпионатов мира по полумарафону.

## Призёры
Сокращения: WR — мировой рекорд | AR — рекорд континента | NR — национальный рекорд | CR — рекорд чемпионата

### Мужчины
| Первенство | Золото                                                                                      | Золото  | Серебро                                                                                      | Серебро | Бронза                                                                        | Бронза  |
| ---------- | ------------------------------------------------------------------------------------------- | ------- | -------------------------------------------------------------------------------------------- | ------- | ----------------------------------------------------------------------------- | ------- |
| Личное     | Джеффри Кипсанг Кения                                                                       | 1:00.02 | Абрахам Черобен Бахрейн                                                                      | 1:00.22 | Арон Кифле Эритрея                                                            | 1:00.31 |
| Командное  | Эфиопия · Джемал Йимер · Гетанех Молла · Бетесфа Гетахун · Леул Гебресиласе · Джикса Толоса | 3:02.14 | Кения · Джеффри Кипсанг · Леонард Барсотон · Барселиус Кипьего · Джорум Окомбо · Алекс Корио | 3:02.40 | Бахрейн · Абрахам Черобен · Авеке Айялев · Альберт Роп · Эль-Хассан Элаббасси | 3:02.52 |

### Женщины
| Первенство | Золото                                                                                      | Золото        | Серебро                                                     | Серебро | Бронза                                                                                    | Бронза  |
| ---------- | ------------------------------------------------------------------------------------------- | ------------- | ----------------------------------------------------------- | ------- | ----------------------------------------------------------------------------------------- | ------- |
| Личное     | Нецанет Гудета Эфиопия                                                                      | 1:06.11 WR CR | Джойсилин Джепкосгеи Кения                                  | 1:06.54 | Полин Камулу Кения                                                                        | 1:06.56 |
| Командное  | Эфиопия · Нецанет Гудета · Зейнеба Йимер · Месерет Белете · Бекелеш Гудета · Зинаш Меконнен | 3:22.27 CR    | Кения · Джойсилин Джепкосгеи · Полин Камулу · Рут Чепнгетич | 3:23.02 | Бахрейн · Юнис Чумба · Деси Моконин · Далила Абдулкадир Госа · Шитайе Эшете · Роуз Челимо | 3:23.39 |